# José María Leminyana y Alfaro
José María Leminyana y Alfaro (Barcelona, 1925- Barbastro, 2009) fue sacerdote, conservador de multitud de iglesias en el Valle del Isábena, entre ella  Roda de Isábena,  En 2001 se le otorga la encomienda de placa de la Orden de Alfonso X el Sabio en reconocimiento a la labor efectuada en la reconstrucción y restauración del patrimonio aragonés.Ver Anexo:Condecorados con la Orden de Alfonso X el Sabio

## Biografía
José María Leminyana y Alfaro nació en la calle Muntaner 80 de Barcelona el 3 de diciembre de 1925. Tras el fallecimiento de su padre se traslada a los tres años a Estadilla, de donde procedía la familia. 
En 1936 ve el fusilamiento del párroco de Estadilla. Se cree que este hecho decantó su vocación sacerdotal para ingresar en el antiguo seminario de Fonz en 1938, siendo ordenado en 1949.
Su primer destino fue Tamarite de Litera, luego Peraltilla, Azara y Azlor. Al pasar estos últimos pueblos a la Diócesis de Huesca, se le destina a San Esteban de Litera donde permanece hasta 1970 siendo a la vez  profesor de religión en el Instituto de Binefar. Su siguiente parroquia es la de San Pablo en Lleida, labor que compaginaba con su cargo de Delegado Episcopal de Cáritas  en el Obispado de Lleida.
Al quedar vacante la parroquia de Roda de Isábena le proponen el puesto a mediados de los años 70. Lejos de verlo como un posible destierro, se enamora profundamente del entorno y allí se queda 30 años..
Muere a los 84 años de edad en el hospital de Barbastro el 18 de diciembre de 2009 tras 4 años de enfermedad que pasó en Estadilla (en la casa de la familia) y en la residencia barbastrense de las Hermanitas de los Desamparados en los últimos meses. Está enterrado en Estadilla.

## Cura Albañil
Fundador de la Colonia de Obarra. Consolida las parroquias de El Soler, Torrelabad, Monte de Roda, Puebla de Roda y Serraduy. Realiza obras en la Catedral de Roda de Isábena, a la que dedicó su mayor tiempo, y en ermitas, como es el caso de la Virgen de la Faja. Quedó sin hacer su proyecto museístico en lo que fue la enfermería en uno de los lados del claustro.

## Saqueo de la Catedral de Roda de Isábena
La noche del 6 al 7 de diciembre de 1979, se saqueaba la antigua catedral perdiendo gran parte de sus bienes; el responsable fue René Alphonse Van Den Berghe, más conocido por Erik el Belga.  
Erik era detenido poco tiempo después y trasladado a la cárcel Modelo de Barcelona. Le dolió mucho este acontecimiento.
Desde allí se puso en contacto con Leminyana y quiso tener una reunión con él en 1082 que no fue aceptada. Finalmente, se ven en Málaga en 1993 con el objetivo de posibilitar las obras robadas. Actualmente se ha recuperado aproximadamente un 30% de lo robado.

## Liderazgo
Facilitador del proceso desegregación de las parroquias oscenses pertenecientes a la diócesis de Lleida. Es en el comedor de Casa El Peix de Serraduy donde tiene lugar una comida el 5 de abril de 1978 que inicia el proceso que dura casi 20 años.
Más tarde, se erigiría en uno de los primeros y mayores defensores del regreso de los bienes procedentes de las parroquias aragonesas segregadas de la diócesis de Lleida. 

## Reconocimientos
En 1988, medalla de San Jorge del Gobierno de Aragón por su labor de la lucha a favor de que las parroquias del Aragón oriental se segregaran de Lleida.
En 2001 se le otorga la encomienda y placa de Alfonso X el Sabio en reconocimiento a la labor efectuada en la reconstrucción y restauración del patrimonio aragonés. 
En 2008,  la Real Academia de Bellas Artes de San Luis le nombra académico de honor.
El 2019, el 29 de enero tuvo un homenaje en Roda de Isábena en el décimo aniversario de su fallecimiento. Se leyeron diversos textos del cardenal Juan José Omella, del obispo Alfonso Millán, del expresidente de Aragón Marcelino Iglesias, del abogado Juan Antonio Cremades o del propio Juan Antonio Gracia, personas todas ellas que tuvieron una estrecha relación con Leminyana en diferentes momentos de su vida y sacerdocio.